# Pelare

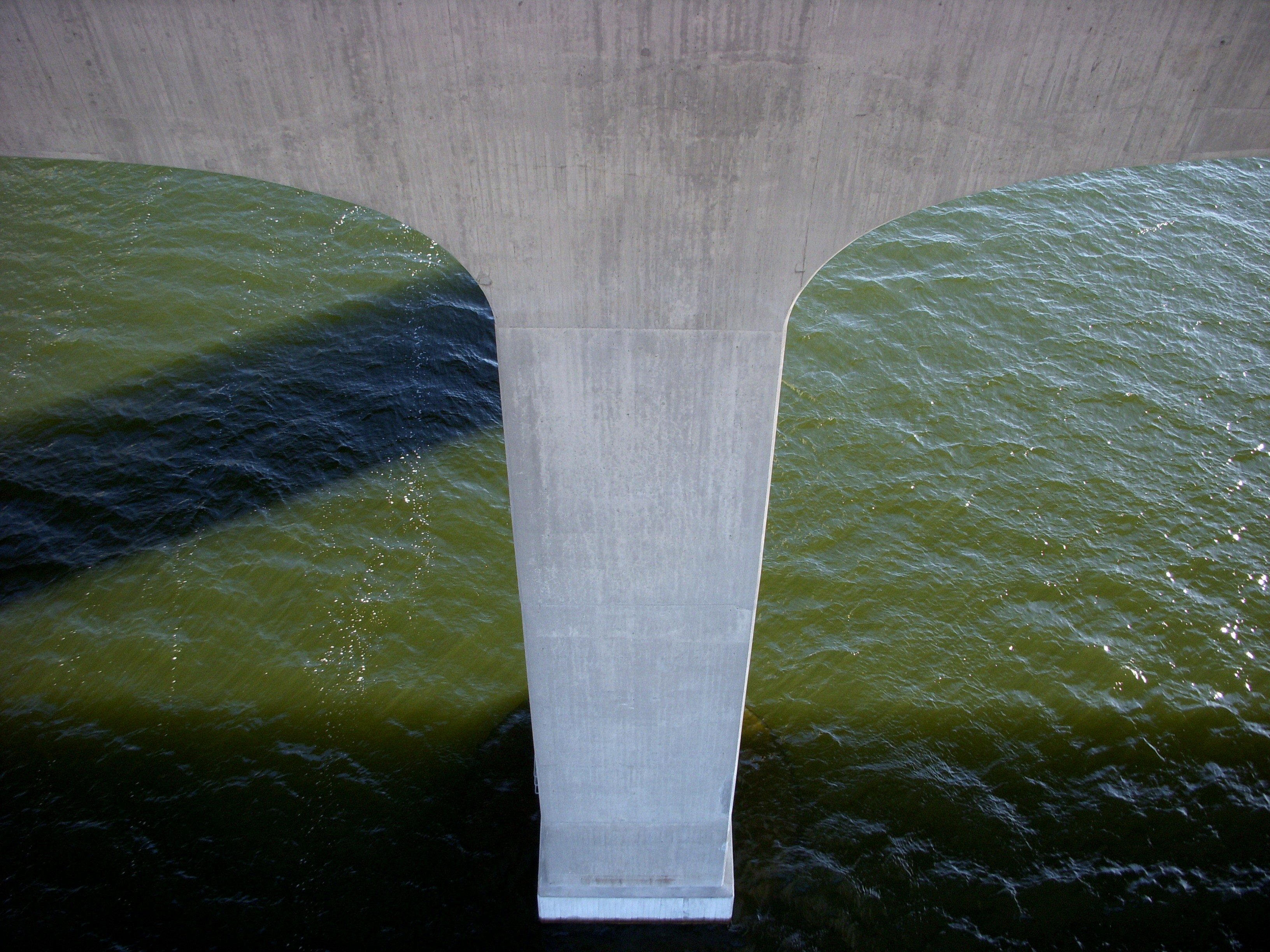
En bropelare till Essingebron i Stockholm

Pelare är ett fristående, vertikalt stöd, som skiljer sig från en kolonn i det att den varken behöver vara cylindrisk eller överensstämma med någon av kolonnordningarna. En pelare i en byggnad är i princip en vertikal balk. Pelarens uppgift är att vara underlag för horisontella balkar och dessutom leda kraften nedåt i konstruktionen. Pelaren bär lasten vertikalt och denna följer därmed pelarens egen riktning.
Belastningen angriper oftast inte pelarens mittaxel som axialbelastning utan har ofta sin angreppspunkt utanför denna. Den kraft som belastar mittaxeln benämns som centrisk och den som belastar området utanför mittaxeln kallas excentrisk. På en pelare är det alltså vanligast att lasten är en excentrisk last. Denna excentricitet är belastningens avstånd till pelarens mittaxel och ger i kombination med lasten ett böjningsmoment.

## Andra typer av pelare
Man talar även om olika organisationer och religioners pelare etcetera:
- Europeiska unionens tre pelare
- Islams fem pelare
- Skapelsens pelare
- Vishetens sju pelare